# Castro Valley
Castro Valley es un lugar designado por el censo ubicado en el condado de Alameda en el estado estadounidense de California. En el año 2020 tenía una población de 66,441 habitantes y una densidad poblacional de 1,522.58 personas por km².

## Geografía
Castro Valley se encuentra ubicado en las coordenadas 37°42′14″N 122°4′46″O / 37.70389, -122.07944. Según la Oficina del Censo, la ciudad tiene un área total de 38,2 km² (14,7 mi²), de la cual 37,4 km² (14,4 mi²) es tierra y 0,8 km² (0,3 mi²) es agua.

## Demografía
Según la Oficina del Censo en 2008 los ingresos medios por hogar en la localidad eran de $76,197, y los ingresos medios por familia eran $91,713. Alrededor del 4.5% de la población estaban por debajo del umbral de pobreza.